# Lully (Genève)
Pour les articles homonymes, voir Lully.
Lully est un village de 1 700 habitants situé dans la commune de Bernex (canton de Genève) en Suisse.
Le sobriquet des habitants est les Aquariens.

## Inondation de 2002
Le 15 novembre 2002, entre 3 et 4 heures du matin, le hameau est victime d'une inondation provenant essentiellement des eaux de ruissellement issues des pentes du sud du hameau (La Feuillée). Contrairement à une idée reçue, cette catastrophe n'est pas due au débordement de l'Aire bien que celle-ci fut à son niveau maximum. L'eau ne monte qu'à 50 centimètres au-dessus de la route mais elle aurait pu être grave car une quinzaine de familles riveraines de la rivière avaient installé leur chambre à coucher dans les sous-sols. Ces familles ont pu être évacuées quelques minutes avant que l'eau n'envahisse les maisons.